# Villaescusa la Sombría
Villaescusa la Sombría község Spanyolországban, Burgos tartományban. Villaescusa la Sombría Arraya de Oca, Atapuerca, Barrios de Colina, Santa María del Invierno, Castil de Peones és Cerratón de Juarros községekkel határos. Lakosainak száma 60 fő (2024).

## Népesség
A település népessége az utóbbi években az alábbiak szerint változott:
| Lakosok száma | 62   | 62   | 69   | 66   | 74   | 68   | 72   | 58   | 57   | 60   |
|               | 2001 | 2004 | 2006 | 2009 | 2011 | 2014 | 2016 | 2019 | 2021 | 2024 |